# Magdalena Lenz
Magdalena Lenz (* 1988) ist eine polnische Duathletin und Triathletin. Sie ist Ironman-Siegerin (2022) und Amateur-Weltmeisterin auf der Langdistanz (2022).

## Werdegang
Magdalena Lenz wurde 2021 in Rumänien Duathlon-Europameisterin in der Altersklasse 30–34.

Im Juli 2022 gewann sie mit dem Ironman Austria auf der Langdistanz (3,86 km Schwimmen, 180,2 km Radfahren und 42,195 km Laufen) ihr erstes Ironman-Rennen.
Im September 2022 wurde sie beim Ironman Hawaii Amateur-Weltmeisterin.

## Sportliche Erfolge
| Datum/Jahr   | Rang | Wettbewerb      | Austragungsort | Zeit     | Bemerkung |
| ------------ | ---- | --------------- | -------------- | -------- | --------- |
| 6. Okt. 2022 |      | Ironman Hawaii  | Hawaii         | 09:37:29 |           |
| 3. Juli 2022 | 1    | Ironman Austria | Klagenfurt     | 09:42:13 |           |

| Datum/Jahr   | Rang | Wettbewerb                               | Austragungsort | Zeit     | Bemerkung                       |
| ------------ | ---- | ---------------------------------------- | -------------- | -------- | ------------------------------- |
| 2. Juli 2021 | 1    | ETU Duathlon European Championship 30-34 | Târgu Mureș    | 02:03:37 | Duathlon-Europameisterin W30–34 |

(DNF – Did Not Finish)